# Смит, Джейсон (баскетболист)
Джейсон Виктор Смит (англ. Jason Victor Smith; род. 2 марта 1986, Грили, штат Колорадо, США) — американский профессиональный баскетболист, в последнее время выступавший за команду Национальной баскетбольной ассоциации «Нью-Орлеан Пеликанс». Играет на позиции центрового и тяжёлого форварда. Был выбран на драфте НБА 2007 года в 1-м раунде под общим 20-м номером командой «Майами Хит».

## Карьера

### Школа и колледж
Смит начал обучение в школе Плэтт Вэлли в городе Керси (Колорадо), где начал готовиться к выступлениям в сборной штата в сезоне 2003-04. Дважды становился игроком года в штате Колорадо на уровне школы, а также дважды выбирался в первую сборную штата.

### «Филадельфия Севенти Сиксерс»
Был выбран на драфте НБА 2007 года под общим 20-м номером командой «Майами Хит», однако в тот же день был продан в клуб «Филадельфия Севенти Сиксерс». 10 июля 2007 года подписал первый контракт с новичком лиги, за 76 матчей в составе клуба набирал в среднем 4,5 очка, совершал 3 подбора.
8 августа 2008 года Смит выбыл на неопределенный срок после того, как разорвал переднюю крестообразную связку в левом колене на тренировочном сборе в Лас-Вегасе. В итоге пропустил почти весь сезон 2008-09.
Вернулся в составе команды только в сезоне 2009-10, сыграл в 56 матчах, в среднем набирал 3,4 очка и совершал 2,4 подбора.

### «Нью-Орлеан Хорнетс / Пеликанс»
23 сентября 2010 года Смит вместе с Вилли Грином был продан в «Нью-Орлеан Хорнетс», в обратную сторону проследовали Дарюс Сонгайла и Крэйг Брэкинс.
17 декабря 2011 года Смит подписал новый контракт с «Хорнетс», он был рассчитан на три года, сумма составила $7,5 млн. 7 апреля 2012 года набрал лучшие в карьере 26 очков в матче против клуба «Миннесота Тимбервулвз», в котором его команда одержала победу со счётом 99-90.
В сезоне 2012-13 принял участие только в 51 игре из-за травмы, после которой не выступал в декабре, а затем пропустил оставшиеся 24 матча из-за операции и восстановительного периода. В апреле 2013 года «Хорнетс» сменили название на «Пеликанс».
В сезоне 2013-14 года Смит вновь получил травму и сыграл только 31 матч (проблема с коленом, которая потребовала операции в январе).

### «Нью-Йорк Никс»
18 июля 2014 года Смит подписал однолетний контракт с «Нью-Йорк Никс», сумма контракта составила $3,3 млн. 11 февраля 2015 года набрал лучший показатель в новой команде — 25 очка, забросив 10 из 16 бросков с игры, однако его команда проиграла со счётом 83-89 «Орландо Мэджик».

## Статистика

### Статистика в НБА
| Сезон                                                                                    | Команда     | Регулярный сезон | Регулярный сезон | Регулярный сезон | Регулярный сезон | Регулярный сезон | Регулярный сезон | Регулярный сезон | Регулярный сезон | Регулярный сезон | Регулярный сезон | Регулярный сезон | Серия плей-офф | Серия плей-офф | Серия плей-офф | Серия плей-офф | Серия плей-офф | Серия плей-офф | Серия плей-офф | Серия плей-офф | Серия плей-офф | Серия плей-офф | Серия плей-офф |
| Сезон                                                                                    | Команда     | GP               | GS               | MPG              | FG%              | 3P%              | FT%              | RPG              | APG              | SPG              | BPG              | PPG              | GP             | GS             | MPG            | FG%            | 3P%            | FT%            | RPG            | APG            | SPG            | BPG            | PPG            |
| ---------------------------------------------------------------------------------------- | ----------- | ---------------- | ---------------- | ---------------- | ---------------- | ---------------- | ---------------- | ---------------- | ---------------- | ---------------- | ---------------- | ---------------- | -------------- | -------------- | -------------- | -------------- | -------------- | -------------- | -------------- | -------------- | -------------- | -------------- | -------------- |
| 2007/08                                                                                  | Филадельфия | 76               | 1                | 14,6             | 45,5             | 28,6             | 65,9             | 3,0              | 0,3              | 0,3              | 0,7              | 4,5              | 6              | 0              | 13,7           | 44,4           | 0,0            | 100,0          | 2,5            | 0,5            | 0,2            | 0,8            | 3,3            |
| 2009/10                                                                                  | Филадельфия | 56               | 2                | 11,8             | 43,1             | 34,5             | 69,0             | 2,4              | 0,6              | 0,4              | 0,5              | 3,4              | Не участвовал  | Не участвовал  | Не участвовал  | Не участвовал  | Не участвовал  | Не участвовал  | Не участвовал  | Не участвовал  | Не участвовал  | Не участвовал  | Не участвовал  |
| 2010/11                                                                                  | Нью-Орлеан  | 77               | 6                | 14,3             | 44,3             | 0,0              | 84,3             | 3,1              | 0,5              | 0,3              | 0,4              | 4,3              | 6              | 0              | 9,6            | 46,7           | 0,0            | 0,0            | 1,2            | 0,2            | 0,3            | 0,0            | 2,3            |
| 2011/12                                                                                  | Нью-Орлеан  | 40               | 29               | 23,7             | 52,0             | 11,1             | 70,2             | 4,9              | 0,9              | 0,5              | 1,0              | 9,9              | Не участвовал  | Не участвовал  | Не участвовал  | Не участвовал  | Не участвовал  | Не участвовал  | Не участвовал  | Не участвовал  | Не участвовал  | Не участвовал  | Не участвовал  |
| 2012/13                                                                                  | Нью-Орлеан  | 51               | 0                | 17,2             | 49,0             | 0,0              | 84,3             | 3,6              | 0,7              | 0,3              | 0,9              | 8,2              | Не участвовал  | Не участвовал  | Не участвовал  | Не участвовал  | Не участвовал  | Не участвовал  | Не участвовал  | Не участвовал  | Не участвовал  | Не участвовал  | Не участвовал  |
| 2013/14                                                                                  | Нью-Орлеан  | 31               | 27               | 26,8             | 46,5             | 0,0              | 78,0             | 5,8              | 0,9              | 0,4              | 0,9              | 9,7              | Не участвовал  | Не участвовал  | Не участвовал  | Не участвовал  | Не участвовал  | Не участвовал  | Не участвовал  | Не участвовал  | Не участвовал  | Не участвовал  | Не участвовал  |
| 2014/15                                                                                  | Нью-Йорк    | 82               | 31               | 21,8             | 43,4             | 35,7             | 83,0             | 4,0              | 1,7              | 0,4              | 0,5              | 8,0              | Не участвовал  | Не участвовал  | Не участвовал  | Не участвовал  | Не участвовал  | Не участвовал  | Не участвовал  | Не участвовал  | Не участвовал  | Не участвовал  | Не участвовал  |
| 2015/16                                                                                  | Орландо     | 76               | 2                | 15,5             | 48,5             | 25,0             | 80,6             | 2,9              | 0,8              | 0,4              | 0,9              | 7,2              | Не участвовал  | Не участвовал  | Не участвовал  | Не участвовал  | Не участвовал  | Не участвовал  | Не участвовал  | Не участвовал  | Не участвовал  | Не участвовал  | Не участвовал  |
| 2016/17                                                                                  | Вашингтон   | 74               | 3                | 14,4             | 52,9             | 47,4             | 68,6             | 3,5              | 0,5              | 0,3              | 0,7              | 5,7              | 13             | 0              | 12,1           | 48,7           | 30,0           | 71,4           | 2,3            | 0,3            | 0,2            | 0,6            | 3,9            |
| 2017/18                                                                                  | Вашингтон   | 33               | 2                | 8,6              | 39,1             | 12,5             | 90,5             | 1,6              | 0,4              | 0,1              | 0,4              | 3,4              | 1              | 0              | 2,2            | 0,0            | 0,0            | 0,0            | 0,0            | 0,0            | 0,0            | 0,0            | 0,0            |
| 2018/19                                                                                  | Вашингтон   | 12               | 1                | 10,8             | 40,5             | 40,0             | 83,3             | 3,1              | 1,0              | 0,1              | 0,4              | 3,7              | Не участвовал  | Не участвовал  | Не участвовал  | Не участвовал  | Не участвовал  | Не участвовал  | Не участвовал  | Не участвовал  | Не участвовал  | Не участвовал  | Не участвовал  |
| 2018/19                                                                                  | Милуоки     | 6                | 0                | 6,8              | 30,8             | 33,3             | 100,0            | 1,8              | 0,2              | 0,3              | 0,3              | 2,2              | Не участвовал  | Не участвовал  | Не участвовал  | Не участвовал  | Не участвовал  | Не участвовал  | Не участвовал  | Не участвовал  | Не участвовал  | Не участвовал  | Не участвовал  |
| 2018/19                                                                                  | Нью-Орлеан  | 2                | 0                | 10,2             | 22,2             | 28,6             | 100,0            | 2,0              | 0,5              | 0,0              | 0,0              | 4,0              | Не участвовал  | Не участвовал  | Не участвовал  | Не участвовал  | Не участвовал  | Не участвовал  | Не участвовал  | Не участвовал  | Не участвовал  | Не участвовал  | Не участвовал  |
|                                                                                          | Всего       | 616              | 104              | 16,3             | 46,8             | 33,3             | 78,3             | 3,4              | 0,7              | 0,3              | 0,7              | 6,1              | 26             | 0              | 11,5           | 47,2           | 27,3           | 77,8           | 2,0            | 0,3            | 0,2            | 0,5            | 3,3            |
| Наведите курсор мыши на аббревиатуры в заголовке таблицы, чтобы прочесть их расшифровку. |             |                  |                  |                  |                  |                  |                  |                  |                  |                  |                  |                  |                |                |                |                |                |                |                |                |                |                |                |

### Статистика в колледже
| Сезон                                                                                   | Команда        | GP | GS | MPG  | FG%  | 3P%  | FT%  | RPG  | APG | SPG | BPG | PPG  |  |
| --------------------------------------------------------------------------------------- | -------------- | -- | -- | ---- | ---- | ---- | ---- | ---- | --- | --- | --- | ---- |  |
| 2004/05                                                                                 | Колорадо Стэйт | 26 | 11 | 24,4 | 55,4 | 25,0 | 68,4 | 5,8  | 1,7 | 0,4 | 1,4 | 10,5 |  |
| 2005/06                                                                                 | Колорадо Стэйт | 31 | 31 | 28,7 | 51,7 | 45,5 | 76,3 | 7,3  | 2,3 | 0,6 | 2,1 | 16,2 |  |
| 2006/07                                                                                 | Колорадо Стэйт | 30 | 19 | 30,2 | 57,9 | 0,0  | 77,0 | 10,1 | 1,9 | 0,5 | 1,6 | 16,8 |  |
|                                                                                         | Всего          | 87 | 61 | 27,9 | 54,8 | 30,8 | 75,1 | 7,9  | 2,0 | 0,5 | 1,7 | 14,7 |  |
| Наведите курсор мыши на аббревиатуры в заголовке таблицы, чтобы прочесть их расшифровку |                |    |    |      |      |      |      |      |     |     |     |      |  |